# Egenhausen (Obernzenn)

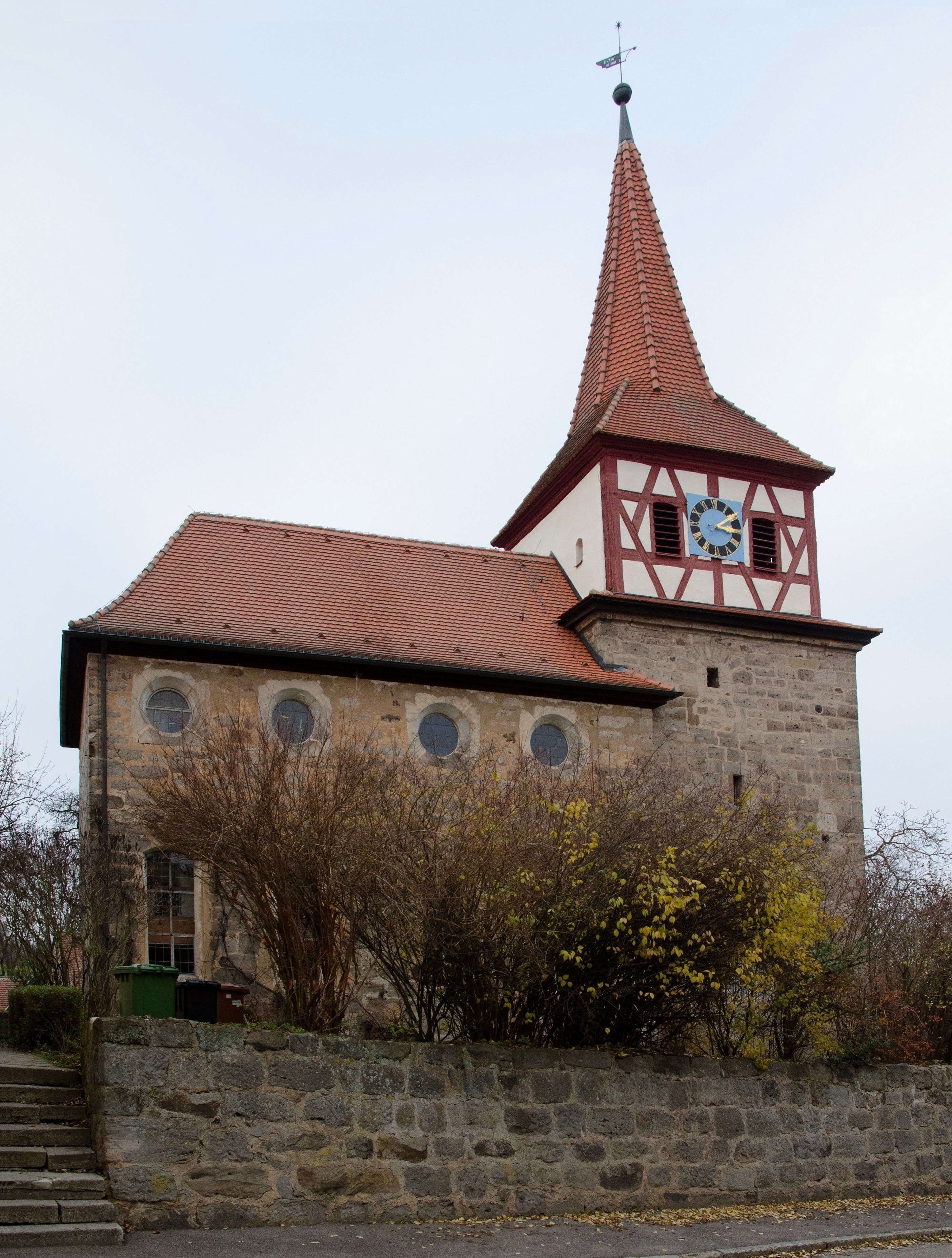
Pfarrkirche Allerheiligen

Egenhausen (fränkisch: Enghausn) ist ein Gemeindeteil des Marktes Obernzenn im Landkreis Neustadt an der Aisch-Bad Windsheim (Mittelfranken, Bayern). Die Gemarkung Egenhausen hat eine Fläche von 5,576 km². Sie ist in 556 Flurstücke aufgeteilt, die eine durchschnittliche Fläche von 10028,54 m² haben. In ihr liegt neben dem namensgebenden Ort der Gemeindeteil Sichelbronn.

## Geografie
Beim Pfarrdorf entspringt der Brachbach, ein rechter Zufluss der Zenn. Der Ort liegt im Tal und ist im Osten, Westen und Süden von bewaldeten Anhöhen umgeben. 0,5 km nordwestlich erhebt sich der Eichelberg (477 m ü. NHN), im Westen liegt das Furtholz, im Süden der Siegelranken und im Osten das Kohlholz. Die Staatsstraße 2253 verläuft nach Obernzenn (1,8 km nördlich) bzw. zur Staatsstraße 2245 (1 km südlich). Ein Anliegerweg führt nach Sichelbronn (0,5 km südlich).

## Geschichte
Die Ortsnamensendung -hausen weist auf eine Gründung während der Fränkischen Landnahme hin, die im späten achten Jahrhundert abgeschlossen war.
Die ursprüngliche Allerheiligenkirche wurde wahrscheinlich von dem Benediktinerkloster Herrieden errichtet. 1059 wurde die Kirche in „Eginhusen“ durch den Eichstätter Bischof Gundekar II. geweiht. Um 1300 wurde sie dem Chorherrenstift St. Nikolaus in Spalt einverleibt. Das Bestimmungswort des Ortsnamens ist der Personenname Ago.
Als Gegner der Reformation wirkte der Egenhausener Pfarrer Paul Leutermann den Absichten des Obernzenner Pfarrers Philipp Getreu und des Markgrafen entgegen. Die ortsansässige Herrschaft von Seckendorff wurde erst 1533 evangelisch.
Gegen Ende des 18. Jahrhunderts gab es in Egenhausen 59 Anwesen. Das Hochgericht übte das Rittergut Unternzenn aus. Es hatte ggf. an das brandenburg-ansbachische Hofkastenamt Ansbach auszuliefern. Die Dorf- und Gemeindeherrschaft hatte das Rittergut Unternzenn inne. Grundherren waren das Rittergut Unternzenn (Schloss, Brauhaus, Kirche, Pfarrhaus, 1 Hof, 19 Güter, 5 Gütlein, 14 Tropfhäuser, 8 Häuser, 4 Häuslein, 1 Mühle) und das Rittergut Obernzenn-Gutend (3 Güter). Neben den Anwesen gab es die Schule und das Hirtenhaus, die beide kommunale Gebäude waren.
Im Geographischen statistisch-topographischen Lexikon von Franken (1799) wird der Ort folgendermaßen beschrieben:

„Egenhausen, dermal freyherrlich von Seckendorfischer Rittersitz und evangelisch-lutherisches Pfarrdorf von 29 Untertanen im Ansbacher Kreise. Darinn hatte das Amt und die Kollegiate zu Herrieden mehrere Unterthanen, Renten und Gerechtigkeiten, wie dann auch der dortige Ammannshof mit allen Zugehörungen allda, und in Sundheim zur Herrieder Probstey lehen- denen von Seckendorf zu Unterzenn aber vogtbar gewesen ist.
Ein Vergleich zwischen der Lehen- und Vogtherrschaft über Egenhausen vom Jahre 1562 ist [Sp. 695] in Falkensteins Codice diplomatico Nro. CCCXCIV enthalten.
Im Jahre 1585 und 86 aber gieng zwischen Eichstätt und Brandenburg ein Wechsel über diese Güter gegen die Hirnheimische Lehengüter zu Burggriesbach vor.“

Im Jahre 1806 kam Egenhausen an das Königreich Bayern. Im Rahmen des Gemeindeedikts wurde der Ort dem 1808 gebildeten Steuerdistrikt Unternzenn und der 1810 gebildeten Ruralgemeinde Unternzenn zugeordnet. Mit dem Zweiten Gemeindeedikt (1818) entstand die Ruralgemeinde Egenhausen, zu der Sichelbronn gehörte. Sie war in Verwaltung und Gerichtsbarkeit dem Landgericht Leutershausen zugeordnet und in der Finanzverwaltung dem Rentamt Colmberg. Die freiwillige Gerichtsbarkeit und die Polizei über 55 Anwesen hatte jedoch bis 1848 das Patrimonialgericht Unternzenn inne. Von 1862 an gehörte Egenhausen zum Bezirksamt Ansbach und zum Rentamt Ansbach. Die Gerichtsbarkeit blieb bis 1879 beim Landgericht Leutershausen. Am 1. Januar 1880 kam Egenhausen an das Bezirksamt Uffenheim (1938 in Landkreis Uffenheim umbenannt) und an das Rentamt Windsheim (1919 in Finanzamt Windsheim umbenannt, seit 1932 Finanzamt Uffenheim).  Die Gerichtsbarkeit hatte das Amtsgericht Windsheim inne, seit 1973 ist das Amtsgericht Neustadt an der Aisch zuständig. Die Gemeinde hatte 1964 eine Gebietsfläche von 5,695 km².
Am 1. Juli 1975 wurde Egenhausen im Zuge der Gebietsreform in Bayern nach Obernzenn eingemeindet.

### Baudenkmäler
- Haus Nr. 45: ehemaliges Pfarrhaus[20]
- Haus Nr. 47: evangelisch-lutherische Pfarrkirche Allerheiligen[20]
- Haus Nr. 71: altes Schloss mit Nebengebäuden[20]
- Haus Nr. 73: ehemaliges Gasthaus Zum Lindenzweig[20]

### Bodendenkmäler
In der Gemarkung Egenhausen gibt es fünf Bodendenkmäler.

### Einwohnerentwicklung
Gemeinde Egenhausen
| Jahr      | 1818   | 1840   | 1852   | 1855   | 1861   | 1867   | 1871   | 1875   | 1880   | 1885   | 1890   | 1895   | 1900   | 1905   | 1910   | 1919   | 1925   | 1933   | 1939   | 1946   | 1950   | 1952   | 1961   | 1970   |
| Einwohner | 304    | 326    | 324    | 286    | 319    | 332    | 336    | 360    | 383    | 389    | 325    | 320    | 313    | 339    | 329    | 298    | 305    | 293    | 280    | 410    | 392    | 350    | 264    | 267    |
| Häuser    | 75     | 69     |        |        |        |        | 76     |        |        | 79     | 76     |        | 75     |        |        |        | 68     |        |        |        | 65     |        | 64     |        |
| Quelle    | [ 22 ] | [ 23 ] | [ 24 ] | [ 24 ] | [ 25 ] | [ 26 ] | [ 27 ] | [ 28 ] | [ 29 ] | [ 30 ] | [ 31 ] | [ 32 ] | [ 33 ] | [ 32 ] | [ 34 ] | [ 32 ] | [ 35 ] | [ 32 ] | [ 32 ] | [ 32 ] | [ 36 ] | [ 32 ] | [ 17 ] | [ 37 ] |

Ort Egenhausen
| Jahr      | 001818 | 001840 | 001861 | 001871 | 001885 | 001900 | 001925 | 001950 | 001961 | 001970 | 001987 | 002014 |
| Einwohner | 304    | 308    | 284    | 317    | 364    | 299    | 299    | 381    | 259    | 263    | 210    | 248    |
| Häuser    | 75     | 65     |        |        | 78     | 71     | 66     | 63     | 63     |        | 76     |        |
| Quelle    | [ 22 ] | [ 23 ] | [ 25 ] | [ 27 ] | [ 30 ] | [ 33 ] | [ 35 ] | [ 36 ] | [ 17 ] | [ 37 ] | [ 38 ] | [ 1 ]  |

## Religion
Der Ort ist seit der Reformation evangelisch-lutherisch geprägt und Sitz der Pfarrei Allerheiligen. Die Einwohner römisch-katholischer Konfession sind nach Mariä Himmelfahrt (Sondernohe) gepfarrt.